# ويليام جون تومسون
ويليام جون تومسون (بالإنجليزية: William John Thomson)‏ هو رسام أمريكي، ولد في 1771 في سافانا في الولايات المتحدة، وتوفي في 1845 في إدنبرة في المملكة المتحدة.

## معرض صور

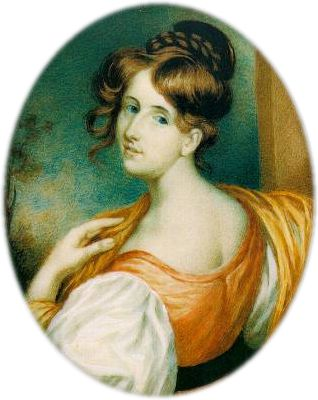
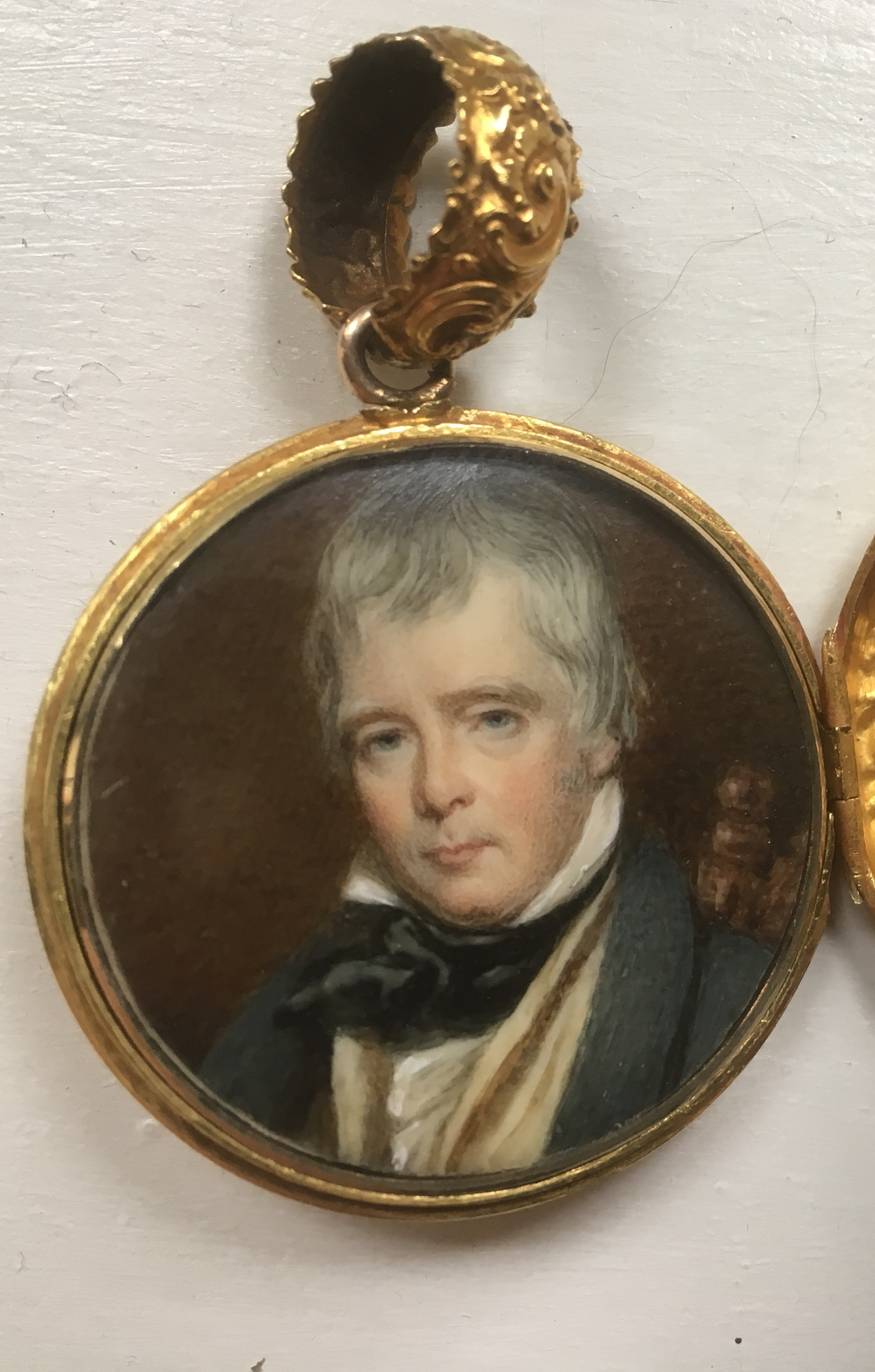
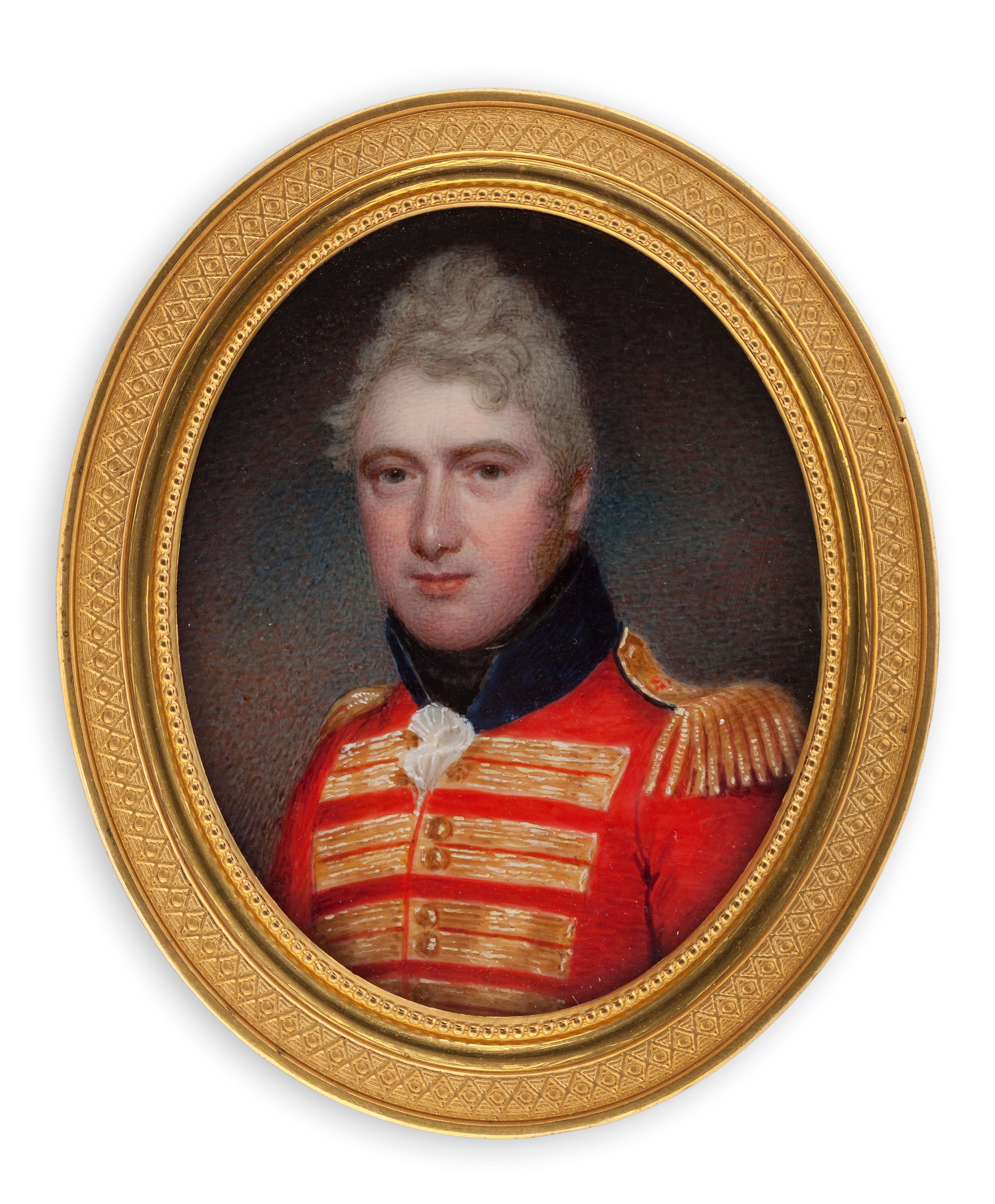
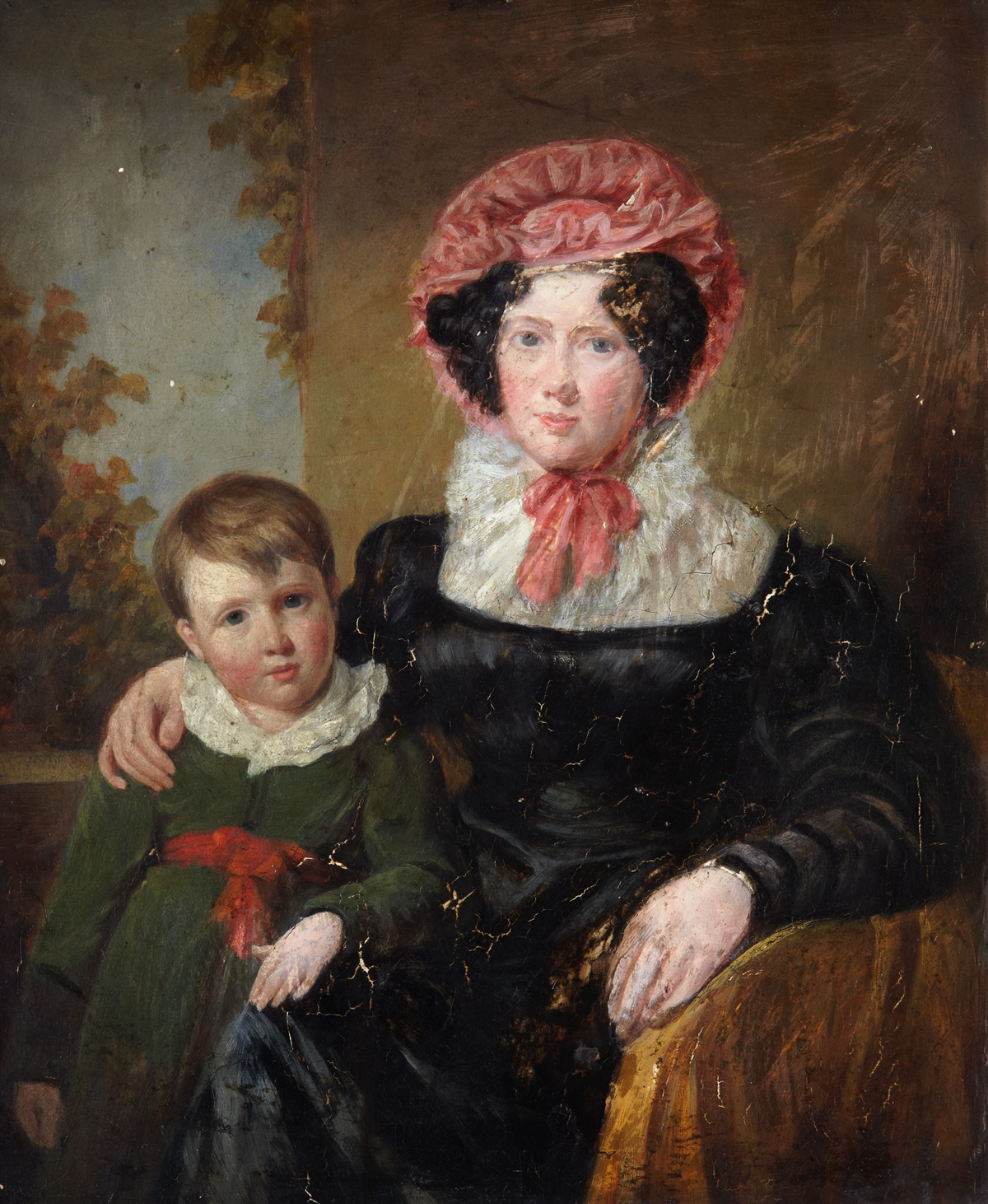
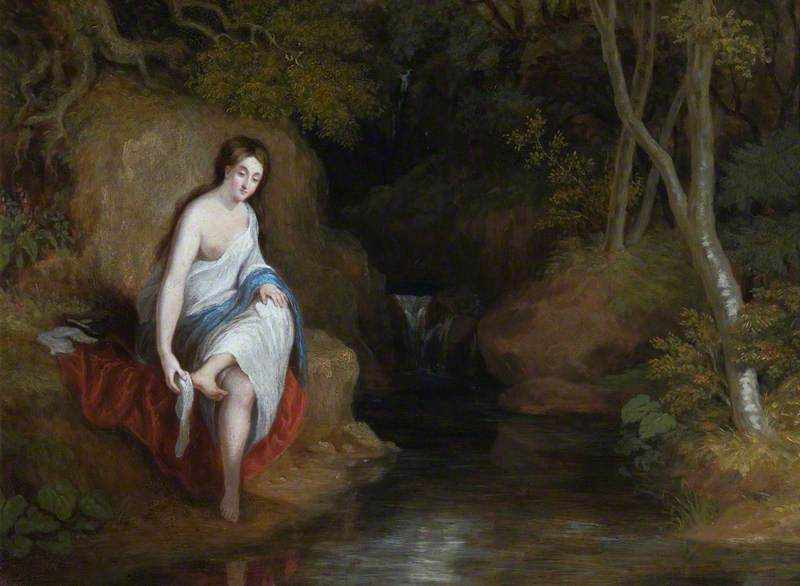